# Oberuzwil
Oberuzwil ist eine politische Gemeinde im Schweizer Kanton St. Gallen. Sie umfasst die Ortschaften Oberuzwil, Bichwil und Niederglatt und liegt im Wahlkreis Wil.

## Geographie

Luftbild von Walter Mittelholzer aus dem Jahr 1927

Die Gemeinde Oberuzwil liegt im Untertoggenburg. Das Gemeindegebiet hat eine Grösse von 1408 Hektaren, davon werden 939 Hektaren landwirtschaftlich genutzt, 321 Hektaren bestehen aus Wald.
Der höchste Punkt des Gemeindegebiets liegt auf 854 Meter über Meer, der tiefste Punkt auf 509 Meter über Meer.
Zu der Gemeinde gehören die Dörfer Oberuzwil-Dorf (vormals Oberuzwil), Niederglatt und Bichwil. Den Status einer Ortsgemeinde besitzen Bichwil und Oberuzwil-Dorf. Jedes der drei Dörfer besteht neben dem eigentlichen Dorf aus weiteren, kleinen Dörfern und Weilern. Zu Oberuzwil-Dorf gehört Buchen; zu Bichwil gehören Bisacht, Engi, Eppenberg, Kreienberg, Langenau, Oberrindal (z. T.), Ramsau, Riggenschwil, Ritzenhaus und Sonder; zu Niederglatt gehören Äschen, Güllwies, Häuslen, Heiligenswil, Herrenhof, Hinterbach, Homberg, Löchli (z. T.), Unter- und Obertobel, Rudeln (z. T.), Saurenmoss, Städeli, Watt und Wilen.
An das Oberuzwiler Gebiet grenzen die Gemeinden Uzwil, Oberbüren, Flawil, Degersheim, Lütisburg und Jonschwil.
Ein Weiler Oberuzwils ist das auf einer Anhöhe auf rund 800 m ü. M. liegende Eppenberg. Auf dem Gemeindegebiet befindet sich zudem der Bettenauer Weiher, der namensgebende Weiler Bettenau dagegen gehört zur Gemeinde Jonschwil. Die Ortsgemeinde Oberuzwil wird von der Uze durchflossen, die Glatt zwischen Löchli und der Burgstelle der Giel bildet die Grenze zu Oberbüren.

## Bevölkerung

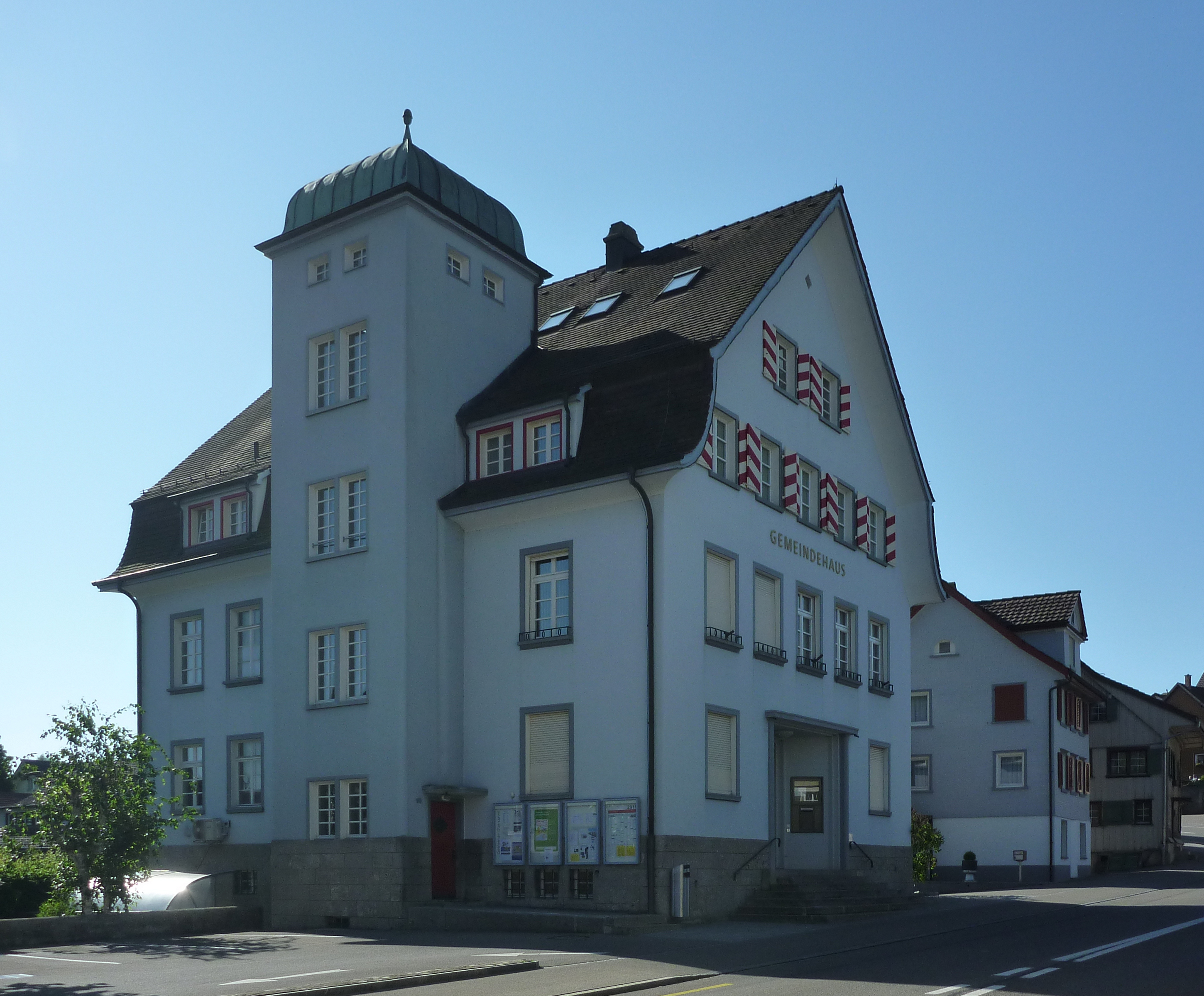
Gemeindehaus Oberuzwil

Oberuzwil hat 6674 Einwohner (Stand: 31. Dezember 2023). Von den Einwohnern Oberuzwils leben 4407 in Oberuzwil, 907 in Bichwil und 348 in Niederglatt. 126 Einwohner verteilen sich auf das übrige Gemeindegebiet (Stand: 31. Dezember 2011). 84,25 % der Einwohner sind Schweizer, 15,75 % sind Ausländer. 44,3 % der Bevölkerung sind katholisch, 30,4 % evangelisch-reformiert, und 25,3 % gehören einer anderen oder keiner Konfession an.

## Politik
Der Gemeinderat besteht aus sieben vom Volk gewählten Mitgliedern und arbeitet im Ressortsystem (Ressorts: Präsidiales, Wirtschaft, Umwelt, Kultur, Soziales & Gesundheit, Bildung, Freizeit & Jugend). Der Schulratspräsident ist von Amts wegen Mitglied des Gemeinderates. Gemeindepräsident ist seit 1991 Cornel Egger (Mitte), der 2016 wiedergewählt wurde.
Bei den Nationalratswahlen 2023 betrugen die Wähleranteile in Oberuzwil (in Klammern die Veränderung im Vergleich zu den Wahlen 2019 in Prozentpunkten): SVP 32,09 % (+3,49), Mitte 19,82 % (+0,37), FDP 17,54 % (+0,35), SP 11,18 % (−0,36), Grüne 8,91 % (−2,24), glp 5,03 % (−2,17), EVP 2,61 % (−0,01), Aufrecht 1,16 % (+1,16), EDU 1,02 % (+0,10), Weitere 0,65 % (−0,60).

## Wirtschaft

### Wirtschaftsgeschichte

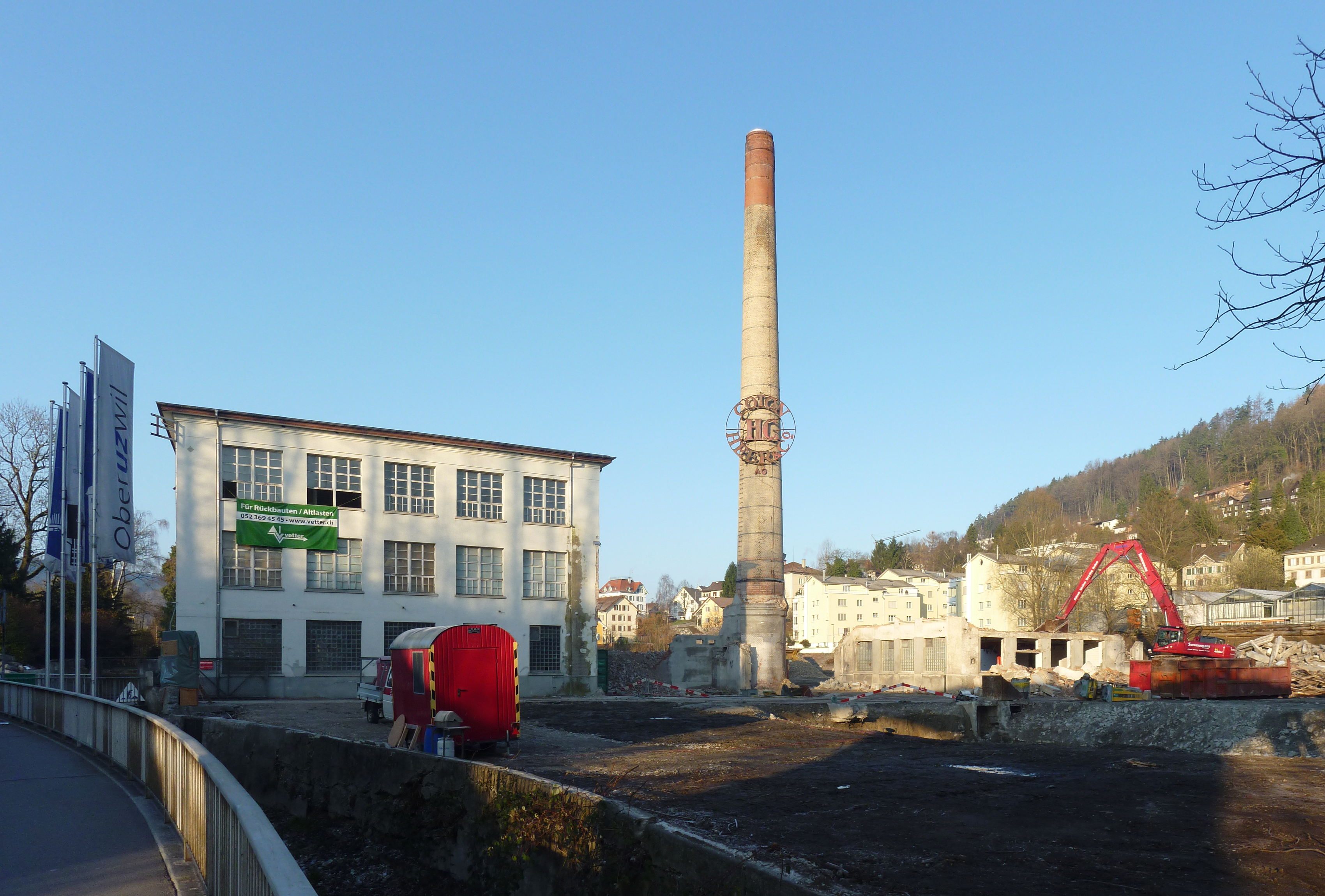
Schornstein der Färberei Heer & Co. elf Tage vor dem Abriss

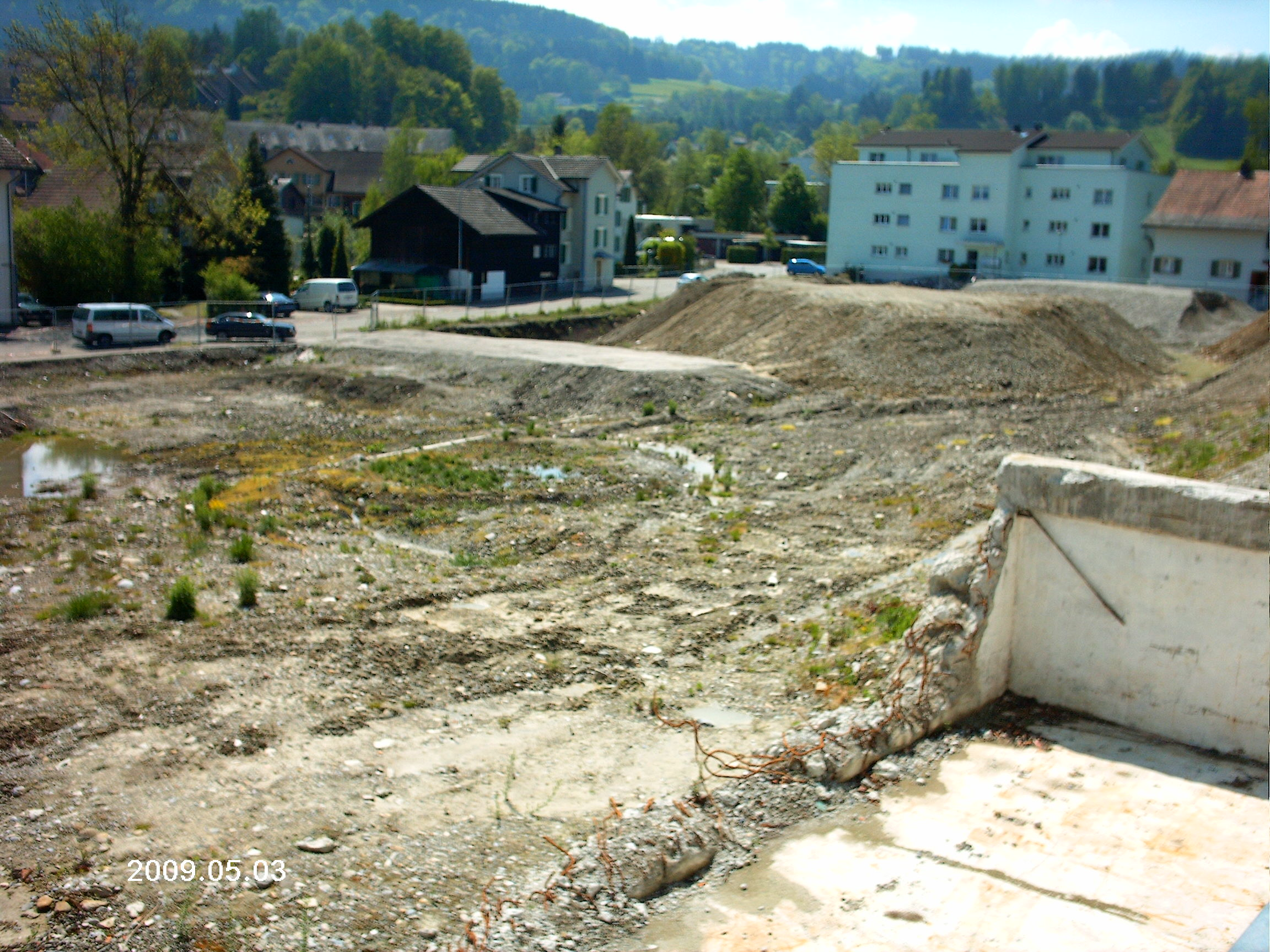
Das ehemalige Benninger-Areal im Zentrum von Oberuzwil im Jahr 2009

Lange Zeit war die Textilbranche ein wichtiger Wirtschaftszweig von Oberuzwil. Die Firmen Heer & Co. und Gebrüder Dierauer spielten hierbei eine prägende Rolle. Die Firma Benninger betrieb in Oberuzwil eine Montagehalle, in der auch die Brauerei Schützengarten eine Lagerhalle führte. Zum selben Areal gehörte auch die ehemalige Gerberei Hefti. Die Gebäude wurden im Jahr 2008 abgerissen und in den Jahren 2010 und 2011 mit Mehrfamilienhäusern bebaut.
Die Firma Heer & Co. siedelte im Jahr 1838 von Thal nach Oberuzwil um und wuchs bis zur Jahrhundertwende stark. Im Jahr 1920 wurden 450 Mitarbeiter beschäftigt. Im Jahr 1937 wurde Heer & Co. durch Dollfus-Mieg & Co. übernommen und beschäftigte in den 1960er Jahren nur noch 250 Mitarbeiter. Im Jahr 1987 wurde die Firma vom Unternehmen J. Müller gekauft und firmierte seitdem unter HC Färberei Oberuzwil AG. Infolge des Niedergangs der Textilindustrie in Europa wurde die Firma zum 23. August 2002 geschlossen und am 30. September 2004 aus dem Handelsregister gelöscht. Im Jahr 2009 wurde bekannt gegeben, dass die auf dem Gelände befindlichen Gebäude abgerissen werden sollen. Mit dem 47 Meter hohen Schornstein wurde am 1. April 2011 das letzte Fabrikgebäude abgerissen. Das Gelände wurde mit Mehrfamilienhäusern bebaut.
Die Gebrüder Dierauer AG entstand aus einem im Jahr 1847 eröffneten Tuchgeschäft und einer 1870 errichteten Schuhfabrik, die in der Folge stark ausgebaut wurde. Die Firma wurde im Jahr 1971 verkauft und kam 1982 in den Besitz von Fredy Herzog, der das Textilhandelsgeschäft unter dem heutigen Namen Diro’s AG weiterführt.

### Aktuelle Situation
In Oberuzwil gibt es einige Handwerks- und Gewerbebetriebe. Zusätzlich fokussiert die lokale Wirtschaftspolitik auf zukunftsorientierte Klein- und Mittelunternehmen. Die grössten Arbeitgeber sind jedoch die beiden global tätigen Unternehmen Benninger und Bühler aus Uzwil. Diese werden von Bichwil und Oberuzwil aus mit Bussen angefahren.
Die 2720 in Oberuzwil wohnhaften und erwerbstätigen Personen (Stand: 31. Dezember 2007) verteilen sich wie folgt auf die 3 Sektoren:
- 1. Sektor (Landwirtschaft): 119
- 2. Sektor (Industrie): 975 (davon 552 in der Metallindustrie)
- 3. Sektor (Dienstleistungen): 1264

Die in der Gemeinde angestellten Erwerbstätigen verteilen sich wie folgt:
- 1. Sektor (Landwirtschaft): 179
- 2. Sektor (Industrie): 481
- 3. Sektor (Dienstleistungen): 811

### Verkehr
Oberuzwil liegt an der Kantonsstrasse Nr. 8 (Hauptstrasse 430) zwischen Gossau und Wil. Auf dem Gemeindegebiet führt diese Strasse an Riggenschwil vorbei, durch Oberuzwil (Flawilerstrasse und Wilerstrasse) und dann dem Bettenauerweiher entlang. Die Kantonsstrasse Nr. 38 (Hauptstrasse 444), die an der Kantonsgrenze zwischen Bischofszell und Niederbüren beginnt, verläuft durch die Oberuzwiler Bahnhofstrasse und mündet in die Kantonsstrasse Nr. 8. Die Kantonsstrasse Nr. 54 verbindet Niederuzwil mit Flawil und führt durch den Weiler Wilen-Watt. Ein Teilstück der Kantonsstrasse Nr. 10 (Hauptstrasse 431) zwischen Lütisburg und Flawil führt ebenfalls durch Oberuzwiler Gebiet, auf Höhe Ramsau und Oberrindal. Die restlichen Strassen auf Gemeindegebiet sind Gemeindestrassen.
Mit dem Bau der Autobahn und des Anschlusses Oberbüren-Uzwil wurde 1968 als Autobahnzubringer eine vierspurige Strasse mit getrennten Fahrbahnen zwischen Oberbüren und dem Lindenplatz in Uzwil gebaut. Ursprünglich war eine Weiterführung nach Oberuzwil geplant, der Ausbau des fehlenden Teilstücks zwischen der Lindenstrasse und der Gemeindegrenze zu Oberuzwil wurde aber vom Uzwiler Volk mehrfach verworfen.
Oberuzwil liegt an der SBB-Bahnlinie Wil–St. Gallen. Der Bahnhof Uzwil, der von den Gemeinden Oberuzwil und Uzwil getragen wird, wird im Fernverkehr durch den InterCity 1 (Genf–St. Gallen) sowie den InterRegio 13 (Zürich–Chur) bedient, dazu halten S-Bahnen der S-Bahn St. Gallen dort. Den Busverkehr ins Zentrum von Oberuzwil und nach Bichwil übernehmen Postautos.

## Geschichte

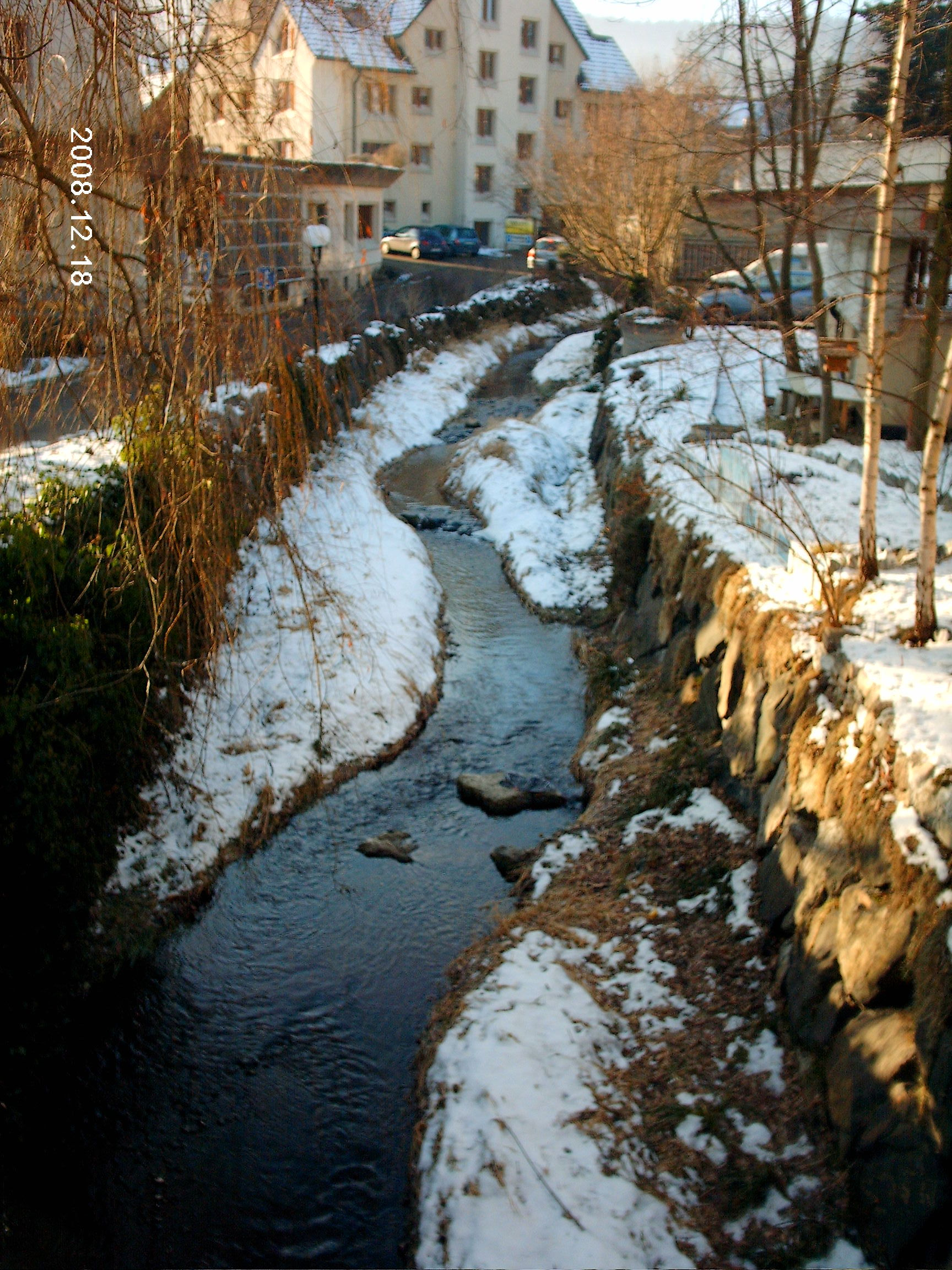
Die Uze im Ortskern von Oberuzwil

Über die frühe Geschichte Oberuzwils ist nur wenig bekannt: Wahrscheinlich ist Oberuzwil auf Besiedlung der Gegend im 6. oder 7. Jahrhundert durch die Alemannen zurückzuführen, wobei wohl ein Alemann namens Uto oder Uzo für die Namensfindung seiner Siedlung (= Uzzinwilare) verantwortlich ist. Damit deckte er das ganze heutige Gebiet von Niederuzwil, Uzwil und Oberuzwil mit mehreren Höfen ab. Oberuzwil (Uzzinwilare) wurde erstmals 819 und 824 erwähnt, Bichwil (Pichilinwilare) und Wilen (Wila) 865.
Irgendwann im Zeitraum zwischen 1222 und 1259 wurde die Burg der Edlen von Eppenberg auf dem obersten Punkt des Eppenbergs erbaut, jedoch 1403 während der Appenzellerkriege erstmals niedergebrannt und zerstört. Anschliessend wurde sie von Ludwig von Eppenberg wieder aufgebaut. Erneut wurde sie 1521 zerstört, dieses Mal durch einen Blitzschlag. Mangelnde Geldmittel verhinderten den Wiederaufbau, und schliesslich starb das Geschlecht der Edlen von Eppenberg um 1620 ganz aus. Die Trümmer der Burg wurden 1808 unter anderem auch für den Bau der katholischen Pfarrkirche in Bichwil verwendet, sodass heute keine bemerkenswerten Spuren der Burg mehr vorhanden sind.
Um 1464 wurde auf Geheiss der Fürstabtei St. Gallen bei Bettenau (Gemeinde Jonschwil) durch Errichtung eines Dammes das Moorgebiet zum Bettenauerweiher aufgestaut. Dieser Weiher sollte die Küche des Klosters St. Gallen mit frischem Fisch versorgen. In späteren Jahren wechselte der Besitz des Weihers mehrfach, wurde jedoch 1932 nach einer Grenzregulierung geographisch vollumfänglich der Gemeinde Oberuzwil zugewiesen. Der Weiher hat heute einen geschätzten Inhalt von etwa 200'000 m³.
Als eines der historischen Wahrzeichen von Oberuzwil kann die evangelisch-reformierte Kirche bezeichnet werden, welche in den Jahren 1765/66 durch den bekannten Baumeister Hans Ulrich Grubenmann (1709–1783) geplant und gebaut wurde. Baumeister Grubenmann stiftete den Taufstein, welcher noch heute im Einsatz ist und in der Kirche besichtigt werden kann. Seit 1966 steht die Kirche unter Bundesschutz der eidgenössischen Denkmalpflege.
Mit der Mediationsakte vom 19. Februar 1803 legte Napoléon Bonaparte die künftige Struktur der Schweizer Eidgenossenschaft fest. In dieser Schrift wurde der Kanton St. Gallen (als Nachfolger des Kantons Säntis) definiert und damit die gesetzliche Grundlage für die Gemeinde Oberuzwil geschaffen. In der Folge wurden die Dörfer Oberuzwil, Niederglatt, Wilen, Riggenschwil und Bichwil am 24. Juli 1803 zur Gemeinde Oberuzwil im Bezirk Untertoggenburg formiert. Bis zur Auflösung der Kreise 1831 war Oberuzwil Hauptort des Kreises Oberuzwil, zu dem die Gemeinden Oberuzwil, Jonschwil und Henau gehörten.
Auf Initiative des evangelischen Pfarrers und einiger aktiver Bürger wurde am 1. Januar 1851 die Ersparnis-Aufbewahrungsanstalt Oberuzwil eröffnet. Diese Bank ist heute unter dem Namen Clientis Bank Oberuzwil AG immer noch tätig.
In den Jahren 1934–1935 errichtete der Zürcher Architekt Fritz Metzger die katholische Kirche St. Gallus. Sie ist im Stil des Neuen Bauens errichtet und gilt als konsequenteste Einraum-Kirche dieser Zeit.
Beim Munitionsdepot Flurhof, welches sich zwischen Oberuzwil und dem Weiler Bisacht befindet, wurde in der Nacht vom 10. auf den 11. November 1942 durch ein Exekutionskommando der Schweizer Armee der Landesverräter Ernst Schrämli erschossen. Der 23-jährige Schrämli hatte für einen deutschen Agenten einige Granaten entwendet und selbst angefertigte Zeichnungen von geheimen militärischen Installationen gegen ein geringes Entgelt weitergegeben. Er war der erste von insgesamt siebzehn Landesverrätern, die während des Zweiten Weltkriegs in der Schweiz hingerichtet wurden. Dieses Ereignis wurde von Niklaus Meienberg niedergeschrieben und im gleichnamigen Dokumentarfilm Die Erschiessung des Landesverräters Ernst S. von Richard Dindo verarbeitet.
Die Hinrichtung fand nach Zeitzeugen im Wildberg statt.
Im Januar 2008 wurde der Status Niederglatts als Ortsgemeinde durch den Kanton St. Gallen aufgehoben. Im Oktober 2009 wurde die Ortsgemeinde Oberuzwil in Oberuzwil-Dorf umbenannt.
→ siehe auch Abschnitt Geschichte im Artikel Bichwil

## Wappen

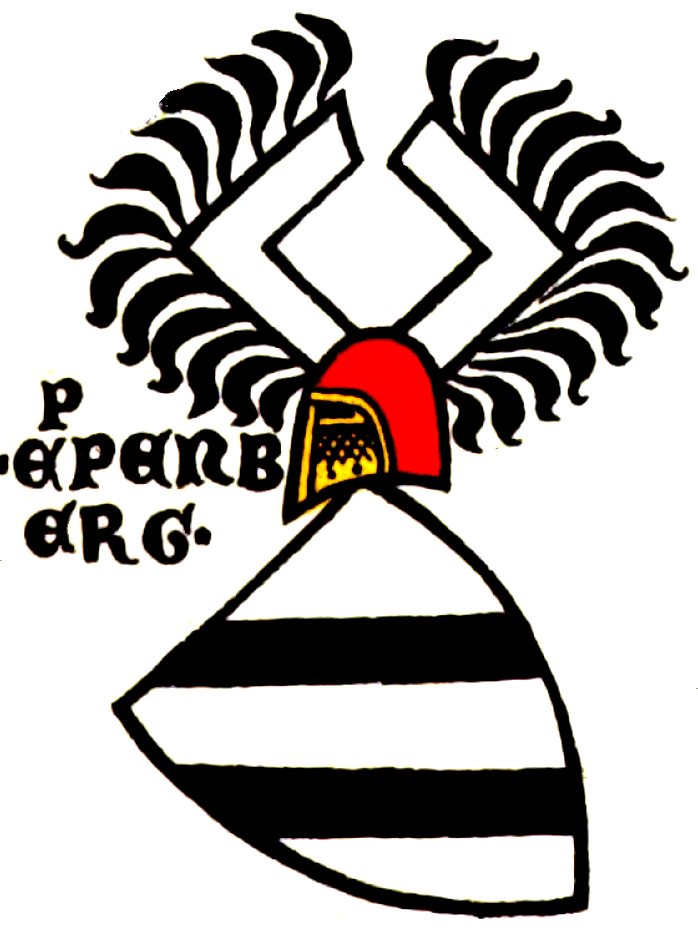
Wappen der Eppenberg in der Zürcher Wappenrolle (ca. 1340)

Blasonierung
Über halbgeteiltem und gespaltenem Schildfuss: (1) von Silber, (2) von Silber und Rot geschacht, (3) in Silber zwei schwarze Schrägbalken, in Blau ein silbernes Mühlrad über silbernem schmalen Wellenbalken
Das Wappen gibt Hinweise auf die Industrie und alte Adelsgeschlechter, deren Burgen und Besitztum teilweise auf heutigem Gemeindegebiet lagen. Das Mühlrad und der silberne Wellenbalken erscheinen schon in einer Vereinsfahne von 1938. Im Schildfuss erscheinen die Heroldsfiguren der Gielen von Glattburg und der Edlen von Eppenberg.

## Kunst und Kultur

### Schulen
Zur Gemeinde Oberuzwil gehören die Primarschulen in Oberuzwil und Bichwil. Weiterhin befindet sich in Oberuzwil das Oberstufenzentrum Schützengarten. Am 31. Dezember 2010 besuchten 776 Schüler und Schülerinnen die Kindergärten, Primarschulen und die Oberstufe. Unmittelbar in der Nähe liegt darüber hinaus das Berufsschulzentrum Breite in Uzwil.

### Freizeit
Die Gemeinde Oberuzwil besitzt ein Hallenbad und ein Freibad mit Beachvolleyballfeld. Zur Gemeinde gehören mehrere Turnhallen mit Aussenanlagen (eine Dreifachturnhalle und drei einfache Turnhallen), zwei Mehrzweckhallen mit Bühnen, Schiessanlagen, ein Tennisplatz und eine Skate-Anlage. Im Kulturzentrum Alti Gerbi befinden sich ein Jugendraum sowie eine Ludothek. Weiterhin gibt es drei Pfadiheime und ein Ortsmuseum.

## Persönlichkeiten
- Isaak Gröbli (1822–1917), Erfinder der Schifflistickmaschine
- Jonas Näf (1826–1867), Jurist und Politiker
- Emil Buomberger (1877–1939), Jurist, Journalist, Redaktor, Schriftsteller und Politiker
- Emil Mäder (1875–1936), Politiker (KVP) und Nationalrat
- Emil Abderhalden (1877–1950), Physiologe und Entdecker der Abderhaldenschen Abwehrfermente
- Ferdinand Gehr (1896–1996), Maler sakraler Bildthemen
- Richard Reich (1927–1991), Journalist und Politiker
- Sigrid Lüber (* 1955), Meeresschützerin
- Iwan Wirth (* 1970), Kunsthändler[32]